# 남정석
남정석(Kyanite)은 흔히 광역변성작용과 연계되여 있는 편마암이나 편암류에서 흔히 나타나는 광물의 하나이다. 그 영문명은 그리스어로 어두운 청색을 의미하는 단어 kuanos(κυανός)에서 온 것이다. 이는 남정석의 푸른 색을 암시하는 것이다. 또 다른 이름으로는 Disthene이라고 불리기도 하는데 이는 그리스어로 δισθενής, 즉 서로 다른 힘이라는 뜻이다. 이는 René J. Haüy에 의해 결정을 마찰시켰을 때 일부 결정들은 양으로, 일부 결정들은 음전하로 대전되는 것에서 기원한 이름이다. 이는 축 방향에 따라 서로 다른 물리적 특성을 가지는 남정석의 특성을 나타내는 것이다. 알루미늄 규산염 광물의 하나로, 그 동질이상체로는 홍주석, 규선석이 있다.

## 결정 구조

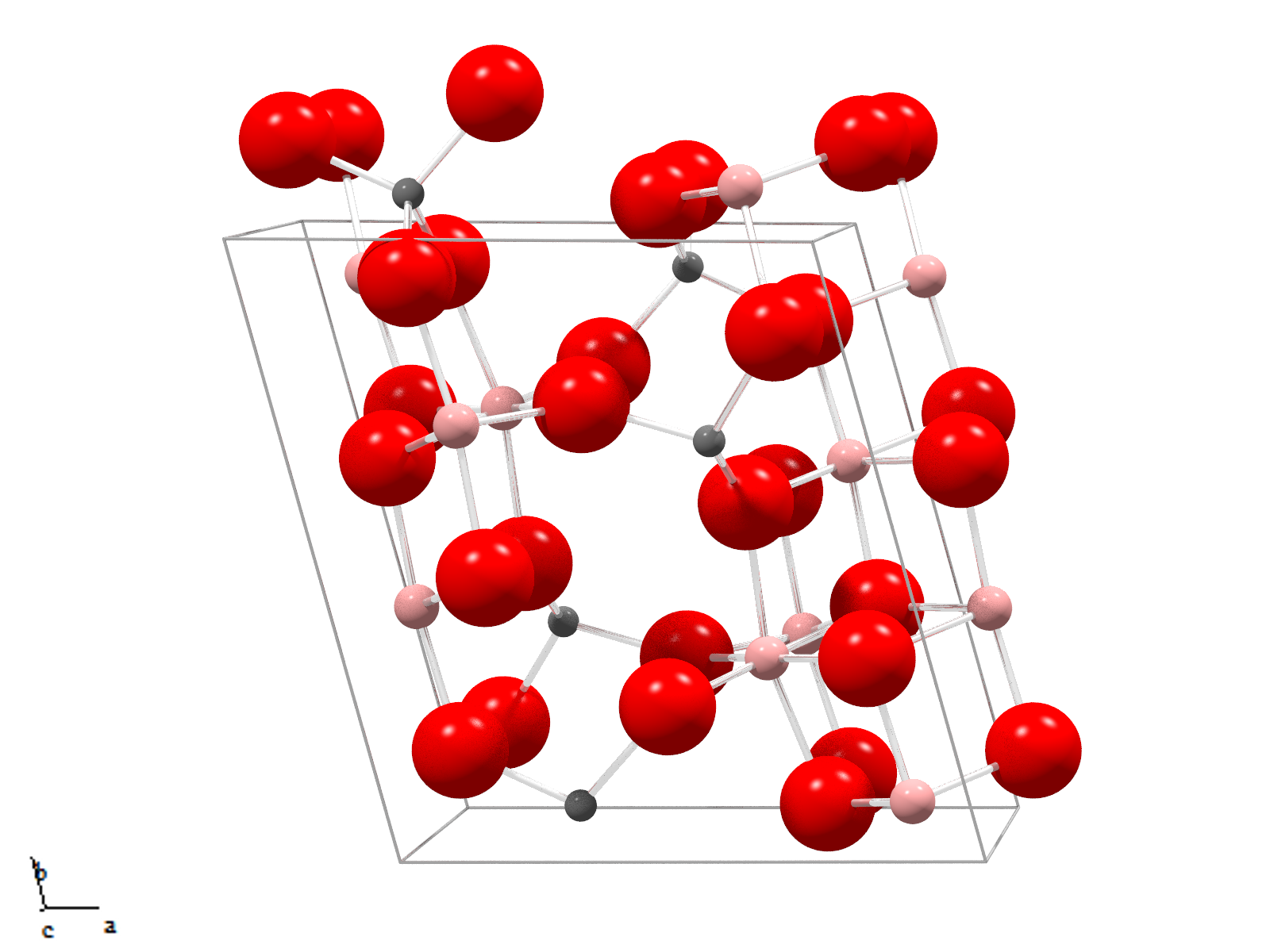
남정석의 결정 구조,
__ Si^{4+}
__ Al^{3+}
__ O^{2−}

남정석 결정구조에서 각 단위포의 크기와 공간군은, Mark와 Rosbaud에 의해 일찍이 결정되었다. 이후 Náray-Szabó와 Burnham 등의 연구에 의해 약간의 수정이 있었다.
이러한 연구들에 따르면, 남정석의 결정구조는 삼사정계이며 약간 뒤틀어진 입방 최밀쌓음으로 산소 원자들이 배열되여 있는 것이다. 그리고 사면체의 격자 틈에는 10%가량 규소 원자들이 점유하고 있으며, 팔면체의 격자 자리는 알루미늄이 40% 정도 점유하고 있다.
z 축에 평행하게 알루미늄 - 산소 팔면체 사슬이 뻗어가고 있고, 측면으로는 규소, 남은 알루미늄, 산화 이온들이 배치되여 있다. 규소는 4개의 산화 이온, 알루미늄은 6개의 산화 이온에 둘러싸여 있다. 여기에서 규산염 사면체는 독립하여 있다. 즉, 남정석은 규산염 광물 중에서는 독립사면체에 속한다. 알루미늄 - 산소 팔면체 사슬이 뻗어가는 이 현상에 의해 남정석이 {001}으로 평행하게 각기둥 형태를 나타내며 축에 따라 서로 다른 물리적 특성을 가지게 한다.
특기할 사실로는, 400 - 600 °C 구간에서는 남정석의 단위포 크기가 온도에 대해 선형적 팽창을 보인다. 이러한 선형적인 단위포의 열팽창은 z축에 대해 12°내외로 최대를 보인다. 이는 z축에 대해서는 사면체 사슬이 연속적으로 존재하지 않기 때문이다. 이는 홍주석, 규선석과는 차이를 보이는 것이다.
단위포의 크기는 a = 7.1262(12) Å, b = 7.852(10) Å, c = 5.5724(10) Å, α = 89.99(2)°, β = 101.11(2)°, γ = 106.03(1)°; Z = 4이다.

## 화학적 특성

알루미늄 규산염 광물의 상안정도 1) 남정석, 2) 홍주석, 3)규선석
X) 온도 (°C), Y) 압력 (kbar)

불산에 겨우 녹으며, 알칼리 탄산염과 반응하여 분해된다.
그 동질이상체와 같이 거의 순수한 Al2SiO5 상태로 난다. 아주 드물게 Fe3+이 제한되여 구조 내로 들어갈 수 있는데, 규선석보다는 쉽게 구조 내로 Fe3+의 치환이 가능하며 이는 주로 산소 분압이 높은 환경에서 이루어진다.
수산기의 경우에는, 이론적 화학식에는 비록 수산기가 없으나 생성 당시 니질 퇴적암에서 기원한 것에서 기인한 수산기 또는 변질과정에서의 수산기 첨가가 이루어질 수 있다.
미량 원소로는 티타늄, 크롬, 바나듐, 철 등을 가질 수 있다.
알루미늄 규산염 광물은 특이한 거동을 보이는데, 결정이 생성되기는 어려우나 결정이 생성된 이후에는 동질이상체로 계속 변해가며 압력과 온도 조건에 따라 오랜 기간에 걸쳐 준안정하게 존재할 수 있다.
초기 열역학 실험에서는 남정석-홍주석-규선석의 삼중점이 8kbar, 300 - 400 °C 근방에 있을 것이라고 제시하였으나 이후에는 삼중점이 3.76 kbar, 500 °C이며 경우에 따라 불확실하게 5.5 kbar, 620 °C까지 위치할 수 있다는 것이 확인되었다. 남정석-홍주석, 남정석-규선석 간의 상평형 관계에 대해서는 정확도가 높게 잘 연구되어 있으나, 홍주석-규선석 간의 상전이 부진에 의해서 이러한 불확실성이 발생할 수 있다.
흥미로운 실험적 보고로는, 분말상태의 남정석 함유 천매암을 분말로 내어 압력을 가했을 때 압력을 가해준 방향에 수직하게 (100)면을 형성하며 결정이 다시 자랐다. 이 때 실험 조건은 실온에서 1.2 kbar였는데 이는 흑연이나 알루미늄을 치환한 미량원소에 의한 촉매작용이 있었던 것으로 추정되고 있다.

## 물리·광학적 특성

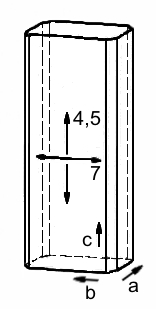
남정석 결정은 방향에 따라 그 경도가 상이하다.

색은 흔히 백색 - 청색이다. 조흔색은 백색. 박편상에서의 색은 없으며, 광학적 축은 {100}에 대해 거의 수직하다. {010}에 대해서는 30도 정도 기울어져 있다. 소광각은 z축에 대해서 0 - 30˚가량 기울어져 있다. 쌍정은 흔히 층상으로 나타나는데, (100)을 따라 자란다. 다색성은 α에서 무색, β에서 청색, γ에서 짙은 청색이다. 그 튀어나온 정도가 두드러져 보이며, 간섭색은 보통의 박편 두께에서 1차 간섭색을 낸다. 흔히 (100)면이 십자석의 (010)면과 연정을 형성한다. 경도는 5.5 - 7까지인데 z축과 평행한 방향으로 경도가 7이 되어 최대, y축과 평행한 방향으로 경도 5.5로 최소이다.

## 변성상에서의 남정석
남정석은 녹색편암상-각섬암상-백립암상으로 이어지는 배로비안형 변성상에서 나타나는 광물의 하나로, 녹니석 - 흑운모 - 석류석 - 십자석에 이어서 나온다. 주로 니질 퇴적암이 변성받았을 때 나오며 드물게 사질의 퇴적암이 변성받았는데도 나오는 경우가 있다. 이러한 배로비안형 변성상에서의 남정석 산출은 1912년 영국의 Barrow에 의해 연구되기 시작한 것으로, 압력이 높아질수록 십자석이 남정석으로 변하고, 더 높은 광역변성작용을 겪게 되면 규선석으로 변화하게 된다. 한편 엽랍석질의 니질퇴적암이 변성되여 남정석이 귀석류석과 함께 나오는 것이 Read 에 의해 보고된 바 있다. 이는 아래와 같은 반응으로 표현된다:
3십자석 + 2석영 {\displaystyle \leftrightarrows } 귀석류석 + 5남정석 + 3H2O
한편 남정석 - 홍주석 관계에 대해서는 일반적인 열변성을 받는 와중에 광역변성작용이 겹칠 경우 홍주석이 남정석으로 변화할 수 있으며 그 반대로 고온고압의 변성과정에서 온도의 감소로 인해 규선석이 남정석으로 변하는 변성과정 역시 존재한다. 한편 알루미늄 규산염의 세 광물이 함께 산출되는 경우는 온타리오의 사반트 호 인근의 변성받은 화산암에서 보고된 바 있다.
한편, 남정석은 알루미늄 규산염 광물 중에 유일하게 에클로자이트(류휘암)와 킴벌라이트 내 류휘암·백립암상 봉입체에서 안정하게 존재할 수 있는 광물이다.

## 산출지

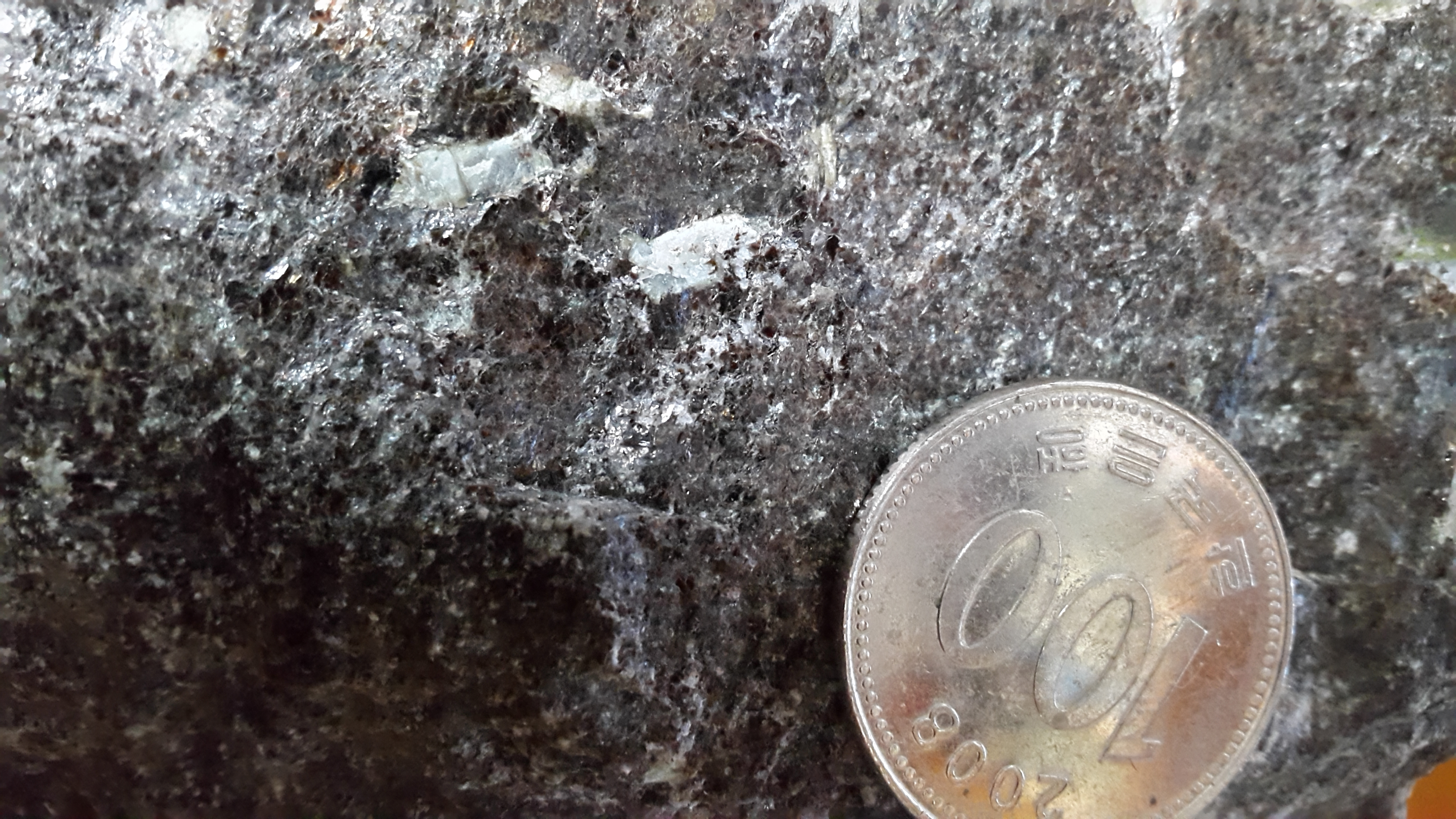
연천군에서 산출되는 운모편암 속의 남정석 결정. 하늘색의 도변상으로 나고 있다.

한반도에서는 다음 지역에서 산출되고 있다:
- 경기도 연천군 삭녕면 진곡리, 전음리
- 경기도 연천군 중면 적거리, 중사리
- 경기도 연천군 연천면 차탄리
- 경기도 장단군 강상면 임강리
- 충청남도 대덕군 동면 세천리
- 충청남도 서산군 부석면 취평리
- 강원도 철원군
- 평안남도 강서군 반석면 상사리, 성태면 가장리

대부분 운모편암 내의 조암광물로 나고 있으며, 또는 석영맥 중에 나는 경우도 간혹 있다. 경기도 장단군의 남정석은 석영맥 중에서 나며, 주장 20 cm에 달하는 거정으로 나고 있다. 연천군에서 나는 남정석은 배로비안형 변성상의 일부로서 십자석, 규선석과 함께 산출되고 있다.